# خط مسطح

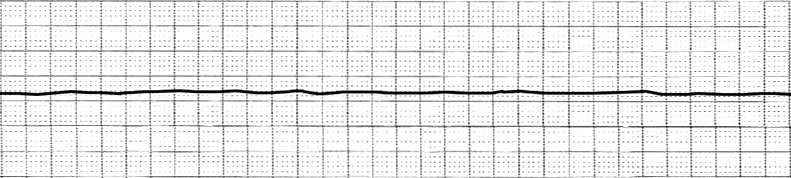

الخط المسطح هو قياس تسلسل زمني كهربائي لا يظهر أي نشاط، وبالتالي، عند تمثيله، يظهر خطًا مسطحًا بدلاً من خط متحرك. يشير دائمًا إلى خط سطحي مستقيم بدلا من متحرك، حيث لا يُظهر القلب أي نشاط كهربائي (الانقباض)، أو مخطط كهربائية الدماغ، حيث لا يظهر الدماغ أي نشاط كهربائي (موت الدماغ). كل من هذه الحالات المحددة متورطة في تعاريف مختلفة من الموت.

## الخط المسطح في القلب
ويسمى أيضا الخط السطحي في القلب بتوقف الانقباض. يمكن أن يكون السبب في خلل في جهاز تخطيط القلب الكهربائي، لكن يوصى أولاً باستبعاد الانقباض الحقيقي بسبب حالة الطوارئ هذه.
عندما يعرض المريض خطًا مسطحًا للقلب، يكون العلاج المفضل هو الإنعاش القلبي وحقن فاسوبريسين (الإبينيفرين والأتروبين هما أيضًا ضمن الإمكانيات).
من غير المرجح بشكل عام أن يكون الإنعاش الناجح مرتبطًا عكسياً بطول الوقت الذي يقضيه في محاولة الإنعاش. لا ينصح بإزالة الرجفان، على الرغم من الظهور الشائع في الأعمال الدرامية الطبية كعلاج لانقباض، ولكن يمكن استخدامه لأسباب أخرى معينة من السكتة القلبية.